# Patrick Beckert
Patrick Beckert (* 17. April 1990 in Erfurt) ist ein deutscher Eisschnellläufer. Er war 2016, 2017, 2020 und 2022 Erfurter Sportler des Jahres und ist der Bruder von Stephanie Beckert.

## Werdegang
Medaillen konnte Beckert auf nationaler und internationaler Ebene sowie im Juniorenbereich erringen. Im Juniorenbereich startete Beckert in den Jahren 2007, 2008 und 2009 bei Weltmeisterschaften. Dabei konnte er 2007 in Innsbruck und 2009 in Zakopane jeweils im Herren-Teamkampf mit seiner Mannschaft den 2. Platz belegen. Er ist mehrfacher deutscher Juniorenmeister sowie 25-facher Deutscher Meister bei den Herren.
Im Weltcup stand er mit zwei zweiten und acht dritten Plätzen bisher zehnmal auf dem Podest. Im Gesamtweltcup belegte er in seinem ersten Jahr bei den Erwachsenen in der Saison 2009/10 den 23. Rang über die 5/10 km. Seine bisher besten Platzierungen im Gesamtweltcup sind der 3. Platz im Team 2011/12 und der 2. Platz über die Langstrecke 5/10 km im Winter 2013/14, wobei dies über die langen Distanzen noch nie einem deutschen Eisschnellläufer gelang.
Beckert nahm bis jetzt zehn Mal an Einzelstrecken-Weltmeisterschaften teil, sowie bei der Mehrkampf-WM 2012, 2016, 2017 und 2019. Sein größter Erfolg war 2020 der Gewinn der Bronzemedaille über 10 km in deutscher Rekordzeit 12:47,93 min. Auch bei den Weltmeisterschaften 2015 und 2017 gewann er die Bronzemedaille über die 10 km. Außerdem belegte er 2017 den 7. Platz bei der Mehrkampf-WM in Hamar mit neuem deutschen Rekord im Mehrkampf.
An Olympischen Spielen nahm er bis jetzt vier Mal teil, 2010 in Vancouver, 2014 in Sotschi, 2018 in Pyeongchang und 2022 in Peking. 2010 war er mit 19 Jahren der bis dahin jüngste männliche deutsche Eisschnellläufer und belegte über die 5000-Meter-Strecke den 22. Platz. Damit war er bester Deutscher über diese Strecke. 2014 belegte er über 5 km den 8. Platz in 6:21,18 min und über 10 km den 6. Platz in 13:14,26 min, womit er auf beiden Strecken der beste Deutsche war. Bei den Olympischen Spielen 2018 in Südkorea belegte er den siebten Platz über die 10 km mit einer Zeit von 13:01,94 min und den zehnten Platz über die 5 km in 6:17,91 min. Vier Jahre später, bei den Olympischen Spielen 2022 in Peking, erreichte er Platz sieben über die 10 km und Platz elf über die 5 km – damit war er jeweils wieder bester deutscher Läufer.
Bisher konnte er zwölf deutsche Rekorde bei den Herren und sieben deutsche Rekorde im Juniorenbereich aufstellen sowie neun Meisterschaftsrekorde. Er war der erste Deutsche, der die 10 km unter 13 Minuten gelaufen ist und die 3 km unter 3:40 min. Aktuell ist Beckert deutscher Rekordhalter über 3 km (3:37,31 min), 5 km (6:07,02 min), Mehrkampf (151,730 Punkte) und in der Teamverfolgung (3:40,50 min).
Beckert war 2015 Mitglied im holländischen Privatteam Jutstlease.nl. Dieses wurde von Rutger Tijssen trainiert, dem Ex-Trainer des 5- und 10-km-Weltrekordhalters Sven Kramer. Von 2016 bis 2022 trainierte er zusammen mit seinem jüngeren Bruder Pedro in seiner Heimatstadt Erfurt nach seinem eigenen Trainingsprogramm.

## Platzierungen im Langstrecken-Weltcup
- 2009/10: 23.
- 2010/11: 09.
- 2011/12: 11.
- 2012/13: 11.
- 2013/14: 02.
- 2014/15: 04.
- 2015/16: 05.
- 2016/17: 05.
- 2017/18: 06.
- 2018/19: 05.
- 2019/20: 08.
- 2020/21: 12.
- 2021/22:  6.

## Auszeichnungen
- Thüringer Aufsteiger des Jahres 2011
- Erfurter Sportler des Jahres 2016
- Erfurter Sportler des Jahres 2017
- Erfurter Sportler des Jahres 2020
- Erfurter Sportler des Jahres 2022